# Hemligt fönster, hemlig trädgård
Hemligt fönster, hemlig trädgård (engelska: "Secret Window, Secret Garden") kom ut 1990 och är andra novellen i novellsamlingen Mardrömmar, skriven av Stephen King.
"Mort Rainey är en mycket framgångsrik författare, men han är också nyskild, deprimerad och bor ensam vid stranden av Tashmoresjön. Plötsligt bryts hans isolering. En fullständig främling dyker upp, anklagar honom för att ha stulit idén till en av sina berättelser - och meddelar att det är dags för Mort att bli straffad för sitt brott".